# 道の駅東山道伊王野
道の駅東山道伊王野（みちのえき とうさんどういおうの）は、栃木県那須郡那須町にある国道294号の道の駅である。

## 施設
直径12mの非常に大きな水車があり、食事処ではその水車の動力で石臼挽きした蕎麦を食べることができる。
- 駐車場（普通車60台、大型車7台、身障者用2台）
- トイレ（男7、女5、身体障害者用2）
- 公衆電話
- 伊王野物産センター
- 伊王野まつり伝承館
- 食事処「水車館」
- 水車
- 和食処「あんず館」

## アクセス
- 国道294号
  - 栃木県道27号那須黒羽茂木線
  - 栃木県道28号大子那須線

## 周辺
- 伊王野郵便局